# Little Accidents
Little Accidents is een Amerikaanse dramafilm uit 2014 die geschreven en geregisseerd werd door Sara Colangelo. De hoofdrollen worden vertolkt door Elizabeth Banks, Boyd Holbrook, Chloë Sevigny en Josh Lucas.

## Verhaal
Een kleine industriestad worstelt met de gevolgen van een dodelijk ongeluk dat in de plaatselijke steenkoolmijn heeft plaatsgevonden. De levens van verschillende betrokkenen, waaronder een overlevende mijnwerker, het zoontje van een overleden mijnwerker en een directeur van de mijn en diens echtgenote, kruisen elkaar wanneer de tienerzoon van de directeur verdwijnt.

## Rolverdeling
| Acteur          | Personage     |
| --------------- | ------------- |
| Elizabeth Banks | Diana Doyle   |
| Boyd Holbrook   | Amos Jenkins  |
| Chloë Sevigny   | Kendra Briggs |
| Josh Lucas      | Bill Doyle    |
| Jacob Lofland   | Owen Briggs   |
| Travis Tope     | JT Doyle      |
| Beau Wright     | James Briggs  |

## Productie
In 2010 schreef en regisseerde Sara Colangelo de korte film Little Accidents. Nadien breidde ze het verhaal uit tot een langspeelfilm. In juni 2013 raakte de casting van hoofdrolspelers Elizabeth Banks en Boyd Holbrook bekend. De productie ging in de zomer van 2013 van start in West Virginia. De industriestad Beckley (West Virginia) werd als hoofdlocatie gebruikt.
Little Accidents ging op 22 januari 2014 in première op het Sundance Film Festival. De film werd in 2015 genomineerd voor een Independent Spirit Award.